# Автошлях Т 1920
Автошля́х Т 1920 — автомобільний шлях територіального значення у Сумській області. Пролягає територією Путивльського району через Путивль — Линове — Нову Слободу — Софроніївський монастир. Загальна довжина — 21,5 км.

## Маршрут
Автошлях проходить через такі населені пункти:
| Автошлях Т 1920         |     |
| Сумська область         |     |
| Путивльський район      |     |
| Путивль                 | Р44 |
| Князівка                |     |
| Линове                  |     |
| Нова Слобода            |     |
| Софроніївський монастир |     |